# Buffy och vampyrerna (säsong 7)
Buffy och vampyrerna (säsong 7) sändes 2002–2003. Denna sjunde säsong är den sista i serien Buffy och vampyrerna. Detta år får man följa gängets kamp mot Helvetesgapet och Den Första Ondskan.

## Sammanfattning av säsong 7
I säsong sju är Buffy glad och lycklig. Men den positiva känslan är inte ohotad, Sunnydale High School öppnar igen samtidigt som Helvetesgapet under skolan är i uppror. I sista scenen i säsongens första avsnitt räknar fienden ner till början av slutet, genom att ta utseendet av Buffys största motståndare genom serien.
Spike försökte tvinga sig på Buffy då hon gjort slut med honom. För att aldrig behandla henne illa igen genomgick han plågsamma prov för att få sin själ tillbaka. Inför kvinnan han älskar är han nu tillintetgjord av skammen för det han gjort mot henne och av skulden för alla onda gärningar han gjort som vampyr. Hans tidigare offer hemsöker honom, vilket tillsammans med Helvetesgapets och Den Första Ondskans inflytande på hans sinne, driver honom till galenskap. Scenen då Buffy förstår att han skaffat sin själ slutar med att Buffy tårögt tittar på Spike som rykande vilar mot ett kors. I ett försök att lindra hans galenskap, genom att ta honom ifrån skolan där han bor, låter hon honom flytta in hos Xander. Det hjälper lite grann.
Willow mördade Warren sedan han dödat hennes flickvän Tara. För att bryta sitt missbruk av magi tillbringar hon sommaren med en grupp häxor i England, vilka lär henne magins grunder. När hon återvänder till Sunnydale är även hon tyngd av skuld. Omedvetet orsakar hennes skuldkänslor att hon och hennes tre vänner blir osynliga för varandra. När ett monster som äter skinn nästan dödar Willow blir hon räddad av gänget och hon vågar äntligen visa sig för dem. 
Då Anya blev lämnad vid altaret förra året återgick hon till att vara demon. Trots att hon är kvar i Sunnydale gör hennes nya livsstil att hon inte längre är en del av gänget. Hon kan dock inte hitta tillbaka till nöjet att orsaka smärta, men efter påtryckningar från demonkollegor gör hon allt värre saker. När hon i Selfless går för långt anser Buffy att det enda alternativet är att döda henne. Efter en resa i sina minnen gör Anya det hon längtat efter, hon avsäger sig demontiteln. Chefen, D'Hoffryn, är inte nöjd och skickar lönnmördare efter henne varpå hon på Buffys begäran flyttar in i familjen Summers hus.
I Conversations With Dead People flätas flera individuella historier samman. Den fiende som tidigare hotat gänget börjar nu göra närmanden, mot Willow och kanske mot Dawn. Buffy stöter på en vampyr som påstår att han blivit omvänd av Spike kort tid tidigare. Trion Jonathan Levinson och Andrew Wells återvänder till Sunnydale. Tredje nörden ur trion, Warren, är också närvarande då fienden tagit hans form för att övertala Andrew att döda Jonathan, som ett offer till Helvetesgapet. Jonathan har förändrats men Andrew är fortfarande Warrens lättpåverkade marionett och dödar sin bästa vän.
Giles anländer med en bunt tjejer med potential att bli nästa Dråpare, samt med bud om att jordens undergång är närmare än någonsin. Fienden som hotar är Den Första Ondskan; ett kroppslöst väsen med kraft att ta dödas skepnad. Buffy och Angel möter den i avsnittet Amends. Den Första Ondskan vill utplåna hela Dråparlinjen och ännu en gång låta demonerna ta över jorden, Väktarrådet har han redan förintat. Till sin hjälp har han sina ögonlösa Bringare och det är nu upp till Buffy att besegra dem och samtidigt skydda alla potentiella Dråpare som anländer till hennes hus. Det är här som Buffys positiva attityd till livet vänder tvärt - hon vill inte vara den enda med makt att besegra demoner och vampyrer, och behöva skydda dessa flickor. 
I Sleeper börjar Spike minnas att han dödat igen, under påverkan av Den Första Ondskan. Han ber därför att Buffy ska döda honom, men till vännernas förskräckelse tar hon istället med honom till huset. Även Andrew blir en tvingad gäst i huset då Willow hittar honom när han är på jakt efter blod hos slaktaren, eftersom Jonathans blod inte räckte till. Den Första Ondskan vill slutföra ritualen och skickar därför sina Bringare efter Spike och med hans blod lyckas de släppa ut den primitiva, men oerhört mäktiga, vampyr de väntat på. I Buffys läger är det dystert; Buffy är ingen match för vampyren, hon kan inte rädda Spike, ingen i hennes lilla trupp tror längre på hennes förmåga att lösa problemen och Giles har plötsligt blivit pessimist. Men i Showtime visar Willow att hon kan kontrollera sina krafter och visar Buffy att vinst eller förlust endast hänger på en sak - viljan. Hon besegrar vampyren och räddar Spike och i Potential visar Dawn att hon varken är gnällig eller uppmärksamhetskrävande längre, hon är en modig, mogen ung kvinna. I The killer in Me förvandlas Willow till Warren då hon kysser sin nya tjej, Kennedy. Det som Willow först antar är skuldkänslor gentemot Tara visar sig vara en avundsjuk häxa, den före detta råttan Amy Madison. I First Date försöker Xander gå vidare från förhållandet med Anya genom att bjuda ut en trevlig ung tjej, som såklart visar sig vara en demon som vill döda honom.
Två nya rollfigurer som under denna säsong får utrymme är Robin Wood och Andrew Wells. Wood är son till en Dråpare, som precis som Buffy enbart var fokuserad på uppdraget. Wood själv är fokuserad på sina personliga problem, nämligen att hämnas på Spike som mördat hans mamma Nikki Wood tjugo år tidigare. Eftersom Den Första Ondskan fortfarande kontrollerar Spike beslutar Wood och Giles att de måste döda honom. Samtidigt blir Spike fri från greppet genom en minnesresa och stoppar deras plan. Andrew har blivit en allt större del av gänget med sina lustiga kommentarer och udda hjälpmetoder men fortfarande kan de inte lita på honom då han har en tendens att hitta på historier, men i Storyteller tvingas han äntligen ta ansvar för vad han gjort. 
Dråparen Faith Lehane återvänder för att ännu en gång slåss för det goda, samtidigt som den galne predikanten Caleb anländer för de ondas räkning. Buffys första attack mot Caleb kostar flera liv och Xanders ena öga. När Buffy vill leda gänget i ännu en kamp mot Caleb kastar de ut henne ur huset för att istället följa en motvillig Faith. Buffy har med sin kunskap och intuition lett dem i sju år, de borde veta att hon har rätt. En står henne dock alltjämt bi, Spike. Han ger henne styrkan att själv gå efter det Dråparvapen Caleb gömmer. Samtidigt leder Faith truppen i en fälla med ytterligare dödsoffer. Med sitt nya vapen klarar Buffy av Caleb. När Buffy får hjälp av Angel, i form av en amulett för en hjälte, blir Spike svartsjuk, men han ger henne senare en famn att söka stöd i. Den natten inser hon hur hon ska vinna, de måste ned i Helvetesgapet. För att klara det använder Willow det kraftfulla vapen Buffy hittat till att magiskt frigöra Dråparkraften och göra alla potentiella Dråpare över hela världen till Dråpare. Gruppens uppgift verkar dock omöjlig när de möter tusentals supervampyrer i Helvetesgapet, bland de många dödsoffren återfinns Anya och bland de många svårt skadade finns både Wood och Buffy. Till slut är det amuletten som Spike bär som är räddningen. Amuletten bränner med solens kraft sönder alla vampyrer och slutligen, efter att Spike tagit farväl av Buffy dör även han. Medan gänget flyr rasar den tomma staden bakom dem. De ser tillbaka på förödelsen med sorg, men framåt längs vägen med hopp. Buffy är inte längre den enda, hon är fri.
Sunnydale ligger ovanpå Helvetesgapet. Under seriens gång är det i stor utsträckning Helvetesgapet som har frambringat alla vampyrer och demoner som gänget tvingas slåss emot. Nu när det är besegrat har Buffy fullföljt sin uppgift som Dråparen och är därmed fri.

## Avsnittsguide
| Nr i serien | Nr i säsongen | Titel                            | Regissör         | Manus                          | Sändningsdatum    | Prod. kod | Tittarsiffror (miljoner) |
| ----------- | ------------- | -------------------------------- | ---------------- | ------------------------------ | ----------------- | --------- | ------------------------ |
| 123         | 1             | "Lessons"                        | David Solomon    | Joss Whedon                    | 24 september 2002 | 7ABB01    | 5.0                      |
| 124         | 2             | "Beneath You"                    | Nick Marck       | Douglas Petrie                 | 1 oktober 2002    | 7ABB02    | 5.0                      |
| 125         | 3             | "Same Time, Same Place"          | James A. Contner | Jane Espenson                  | 8 oktober 2002    | 7ABB03    | 4.9                      |
| 126         | 4             | "Help"                           | Rick Rosenthal   | Rebecca Rand Kirshner          | 15 oktober 2002   | 7ABB04    | 5.0                      |
| 127         | 5             | "Selfless"                       | David Solomon    | Drew Goddard                   | 22 oktober 2002   | 7ABB05    | 5.0                      |
| 128         | 6             | "Him"                            | Michael Gershman | Drew Z. Greenberg              | 5 november 2002   | 7ABB06    | 4.6                      |
| 129         | 7             | "Conversations with Dead People" | Nick Marck       | Jane Espenson & Drew Goddard   | 12 november 2002  | 7ABB07    | 4.8                      |
| 130         | 8             | "Sleeper"                        | Alan J. Levi     | David Fury & Jane Espenson     | 19 november 2002  | 7ABB08    | 5.0                      |
| 131         | 9             | "Never Leave Me"                 | David Solomon    | Drew Goddard                   | 26 november 2002  | 7ABB09    | 4.8                      |
| 132         | 10            | "Bring on the Night"             | David Grossman   | Marti Noxon & Douglas Petrie   | 17 december 2002  | 7ABB10    | 4.8                      |
| 133         | 11            | "Showtime"                       | Michael Grossman | David Fury                     | 7 januari 2003    | 7ABB11    | 4.1                      |
| 134         | 12            | "Potential"                      | James A. Contner | Rebecca Rand Kirshner          | 21 januari 2003   | 7ABB12    | 3.6                      |
| 135         | 13            | "The Killer in Me"               | David Solomon    | Drew Z. Greenberg              | 4 februari 2003   | 7ABB13    | 3.5                      |
| 136         | 14            | "First Date"                     | David Grossman   | Jane Espenson                  | 11 februari 2003  | 7ABB14    | 4.2                      |
| 137         | 15            | "Get It Done"                    | Douglas Petrie   | Douglas Petrie                 | 18 februari 2003  | 7ABB15    | 3.4                      |
| 138         | 16            | "Storyteller"                    | Marita Grabiak   | Jane Espenson                  | 25 februari 2003  | 7ABB16    | 3.6                      |
| 139         | 17            | "Lies My Parents Told Me"        | David Fury       | David Fury & Drew Goddard      | 25 mars 2003      | 7ABB17    | 3.4                      |
| 140         | 18            | "Dirty Girls"                    | Michael Gershman | Drew Goddard                   | 15 april 2003     | 7ABB18    | 3.3                      |
| 141         | 19            | "Empty Places"                   | James A. Contner | Drew Z. Greenberg              | 29 april 2003     | 7ABB19    | 3.6                      |
| 142         | 20            | "Touched"                        | David Solomon    | Rebecca Rand Kirshner          | 6 maj 2003        | 7ABB20    | 4.0                      |
| 143         | 21            | "End of Days"                    | Marita Grabiak   | Douglas Petrie & Jane Espenson | 13 maj 2003       | 7ABB21    | 4.1                      |
| 144         | 22            | "Chosen"                         | Joss Whedon      | Joss Whedon                    | 20 maj 2003       | 7ABB22    | 4.9                      |

## Hemvideoutgivningar
Hela säsongen utgavs på DVD i region 1 den 16 november 2004.

### Fotnoter
1. ↑  ”September 24, 2002”. TV Tango. http://www.tvtango.com/listings/2002/09/24. Läst 29 september 2013.
2. ↑  ”October 1, 2002”. TV Tango. http://www.tvtango.com/listings/2002/10/01. Läst 29 september 2013.
3. ↑  ”October 8, 2002”. TV Tango. http://www.tvtango.com/listings/2002/10/08. Läst 29 september 2013.
4. ↑  ”October 15, 2002”. TV Tango. http://www.tvtango.com/listings/2002/10/15. Läst 29 september 2013.
5. ↑  ”October 22, 2002”. TV Tango. http://www.tvtango.com/listings/2002/10/22. Läst 29 september 2013.
6. ↑  ”November 5, 2002”. TV Tango. http://www.tvtango.com/listings/2002/11/05. Läst 29 september 2013.
7. ↑  ”November 12, 2002”. TV Tango. http://www.tvtango.com/listings/2002/11/12. Läst 29 september 2013.
8. ↑  ”November 19, 2002”. TV Tango. http://www.tvtango.com/listings/2002/11/19. Läst 29 september 2013.
9. ↑  ”November 26, 2002”. TV Tango. http://www.tvtango.com/listings/2002/11/26. Läst 29 september 2013.
10. ↑  ”December 17, 2002”. TV Tango. http://www.tvtango.com/listings/2002/12/17. Läst 29 september 2013.
11. ↑  ”January 7, 2003”. TV Tango. http://www.tvtango.com/listings/2003/01/07. Läst 29 september 2013.
12. ↑  ”January 21, 2003”. TV Tango. http://www.tvtango.com/listings/2003/01/21. Läst 29 september 2013.
13. ↑  ”February 4, 2003”. TV Tango. http://www.tvtango.com/listings/2003/02/04. Läst 29 september 2013.
14. ↑  ”February 11, 2003”. TV Tango. http://www.tvtango.com/listings/2003/02/11. Läst 29 september 2013.
15. ↑  ”February 18, 2003”. TV Tango. http://www.tvtango.com/listings/2003/02/18. Läst 29 september 2013.
16. ↑  ”February 25, 2003”. TV Tango. http://www.tvtango.com/listings/2003/02/25. Läst 29 september 2013.
17. ↑  ”March 25, 2003”. TV Tango. http://www.tvtango.com/listings/2003/03/25. Läst 29 september 2013.
18. ↑  ”April 15, 2003”. TV Tango. http://www.tvtango.com/listings/2003/04/15. Läst 29 september 2013.
19. ↑  ”April 29, 2003”. TV Tango. http://www.tvtango.com/listings/2003/04/29. Läst 29 september 2013.
20. ↑  ”May 6, 2003”. TV Tango. http://www.tvtango.com/listings/2003/05/06. Läst 29 september 2013.
21. ↑  ”May 13, 2003”. TV Tango. http://www.tvtango.com/listings/2003/05/13. Läst 29 september 2013.
22. ↑  ”May 20, 2003”. TV Tango. http://www.tvtango.com/listings/2003/05/20. Läst 29 september 2013.
23. ↑  ”Buffy the Vampire Slayer - Season 7” (på engelska). TV Shows on DVD. 16 november 2004. Arkiverad från originalet den 4 november 2008. https://web.archive.org/web/20081104154205/http://www.tvshowsondvd.com/releases/Buffy-Vampire-Slayer-Season-7/3981. Läst 16 februari 2017.